# Grand Prix automobile de São Paulo 2022
GP précédent GP suivant
Le Grand Prix automobile de São Paulo 2022 (Formula 1 Heineken Grande Prêmio De São Paulo 2022) disputé le 13 novembre 2022 sur l'Autodromo José Carlos Pace, est la 1078e épreuve du championnat du monde de Formule 1 courue depuis 1950. Il s'agit de la 49e édition du Grand Prix brésilien comptant pour le championnat du monde de Formule 1, de la quarantième courue sur la piste d'Interlagos et de la vingt-et-unième manche du championnat 2022. Il change sa dénomination en 2021 : il s'agit désormais du Grand Prix de la ville São Paulo où est situé le circuit. La troisième et dernière course sprint de la saison y est organisée : à son arrivée, les huit premiers marquent des points. À la différence de l'année précédente, la pole position est statistiquement accordée à l'auteur du meilleur temps de la dernière phase des qualifications ; le sprint continue cependant à déterminer la grille de départ de la course dominicale. 
Profitant de circonstances exceptionnelles, Kevin Magnussen obtient sa première pole position, à son 140e Grand Prix, et offre un premier départ en tête à Haas F1 Team pour sa 143e course depuis 2016. Le Danois entre en piste le premier dès le lancement de l'ultime phase des qualifications tandis que le ciel se noircit. Alors que tous les pilotes sortent en pneus tendres, Charles Leclerc, dont la F1-75 est chaussée en pneus intermédiaires, ne peut que constater son erreur et rentrer au stand après son tour de lancement. Magnussen boucle son tour rapide au moment où la pluie gagne en intensité ; concomitamment George Russell, auteur du troisième temps, plante sa W13 dans le bac à graviers du virage no 4 ce qui provoque le déploiement du drapeau rouge durant quelques minutes. À la reprise, les précipitations redoublent, mettant fin aux tentatives de tour rapide jusqu'à la fin de la séance. Pour le départ de la course sprint, Max Verstappen accompagne le premier poleman danois de l'histoire en première ligne, Russell et Lando Norris sont sur la deuxième ligne, suivis par Carlos Sainz Jr. et Esteban Ocon ; Leclerc, sans temps enregistré en Q3, part dixième. 
À l'issue d'un sprint particulièrement animé, riche en dépassements et en remontées spectaculaires, George Russell gagne le droit de partir en tête de la course dominicale. Pour cela, il a pris le meilleur sur Max Verstappen après treize tours, profitant des dégâts sur le fond plat de la RB18 occasionnés par un passage sur les débris d'un accrochage entre les deux pilotes Alpine, Fernando Alonso et Esteban Ocon, repoussés en fond du classement. Kevin Magnussen ne peut résister aux monoplaces plus rapides que sa Haas mais réussit à sauver le point de la huitième place. Si Carlos Sainz et Lewis Hamilton dépassent eux aussi Verstappen, l'Espagnol, deuxième à l'arrivée mais pénalisé pour l'utilisation d'un sixième bloc propulseur, doit reculer de cinq places sur la grille de départ. Ainsi pour la première fois de la saison, les W13 verrouillent la première ligne. Verstappen part troisième aux côtés de son coéquipier Sergio Pérez sur la deuxième ligne. La remontée de Charles Leclerc l'emmène en cinquième position, sur la troisième ligne, devant Lando Norris. Sainz part septième aux côtés de Magnussen et la cinquième ligne est composée de Sebastian Vettel et Pierre Gasly.  
Pour son 81e départ, George Russell devient le 113e vainqueur d'un Grand Prix, à l'arrivée d'une course qu'il mène pratiquement de bout en bout, fêtant par ailleurs la 125e victoire de Mercedes Grand Prix, la première de la saison et, avec Lewis Hamilton, le 59e doublé de l'écurie. La remontée de Carlos Sainz lui permet d'accompagner les pilotes des Flèches d'Argent sur le podium alors que Verstappen, sixième, crée une polémique en refusant, dans le dernier tour, de laisser passer son coéquipier Sergio Pérez en lutte pour la deuxième place du championnat face à Charles Leclerc, et ce malgré la demande insistante de son stand. Le Mexicain se contente de répondre : « Il montre qui il est vraiment. »
Dans le premier tour de la course, Daniel Ricciardo et Kevin Magnussen s'accrochent en deux temps, abandonnent et provoquent la sortie de la voiture de sécurité. À la relance, au sixième passage, Verstappen attaque Hamilton pour le gain de la deuxième place mais les deux voitures se touchent, partent en toupie et se repartent au milieu du peloton ; Hamilton peut continuer sans dégât apparent et profiter de la vigueur retrouvée de sa Mercedes pour voguer vers la deuxième place. Un autre accrochage se produit plus loin, entre Charles Leclerc et Lando Norris, le pilote Ferrari partant droit dans le mur de pneus ; il est obligé d'enclencher la marche arrière pour reprendre la piste et, tout comme Verstappen, doit regagner les stands pour changer de museau : les deux pilotes repartent dix-septième et dix-huitième. 
Au gré des différentes stratégies, des choix de pneus et d'une nouvelle sortie de la voiture de sécurité, au cinquante-troisième tour après l'abandon en piste de Norris, Charles Leclerc effectue une remontée qu'il décrira comme suit sur les réseaux sociaux : « From into the wall to 4th » (du mur à la quatrième place). En délicatesse avec son train de pneus medium usés, Pérez qui roule encore en troisième position derrière les Mercedes à neuf tours de l'arrivée, est dépassé par Sainz, Leclerc, Alonso et par son coéquipier. Alors que Leclerc demande, sans aucun succès, à son stand que Sainz le laisse passer, Red Bull intime à Verstappen de laisser sa sixième place à Pérez ; le nouveau double champion du monde n'obtempère toutefois pas. Ainsi le pilote Ferrari et celui de la Red Bull se retrouvent tous deux avec 290 points et devront se départager à Abou Dabi pour la place de dauphin au championnat du monde. Esteban Ocon complète la bonne opération d'Alpine en prenant la huitième place, Valtteri Bottas prend les deux points du neuvième rang après avoir longtemps roulé cinquième et Lance Stroll inscrit le dernier point en jeu. Pour sa première victoire, George Russell s'adjuge le maximum de points possible : les 8 du sprint, les 25 de la victoire et le point bonus du meilleur tour. 
Au classement du championnat du monde, derrière Verstappen déjà sacré (429 points), Leclerc (290 points) tient la deuxième place devant Pérez, à égalité de points. Russell (265 points) consolide sa quatrième place devant son coéquipier Hamilton (240 points) qui reste sous la menace de Sainz (234 points). Norris (113 points) est assuré de finir septième ; suivent les pilotes Alpine, Ocon (86 points) et Alonso (81 points) puis Bottas (49 points) au dixième rang. Red Bull Racing, champion des constructeurs, totalise 719 points et laisse Ferrari (524 points) et Mercedes (505 points) en lutte pour la deuxième place. Alpine (167 points) prend une belle option sur la quatrième place finale devant McLaren (148 points) alors que, plus loin, Alfa Romeo (55 points) devra défendre sa sixième place face à Aston Martin (50 points) ; suivent Haas (38 points), AlphaTauri (35 points) et Williams (8 points).

## Contexte avant la course
À la suite de l'élection présidentielle brésilienne de 2022 au cours de laquelle le président sortant Jair Bolsonaro a été battu par Luiz Inácio Lula da Silva, les manifestations se multiplient et plusieurs troubles de l'ordre public éclatent. Les préparatifs du Grand Prix du Brésil sont notamment perturbés par des milliers de manifestants pro-Bolsonaro déçus des résultats. Plus de deux cents barrages routiers perturbent l'économie du pays, notamment via le blocus des routes entourant l'aéroport international de São Paulo/Campinas où arrive le fret de la Formule 1. Si une partie a pu rejoindre Interlagos, du matériel appartenant à la FOM et aux équipes reste coincé. La situation s'améliore lorsque Bolsonaro reconnaît sa défaite dans un discours où il appelle les manifestants à cesser d'« entraver le droit d’aller et venir ». Le ministère des infrastructures déclare veiller à ce que la libre circulation « reprenne dès que possible »,. Le 3 novembre, la fédération automobile brésilienne confirme que plusieurs containers de matériel, principalement ceux de Ferrari, bloqués après avoir quitté Viracopos, sont finalement arrivés à Interlagos.
Alors que la société civile reste très divisée, Nelson Piquet, ancien champion du monde de Formule 1 et supporter de Bolsonaro, déclare, dans une vidéo « Virons ce fils de pute de Lula ! » puis « Lula, là-bas, dans le cimetière. » La justice s'empare dès lors de l'affaire, le parquet fédéral lançant une enquête pour incitation à la violence, estimant que les propos de Nelson Piquet « stimulent le renversement du gouvernement élu ainsi que la pratique de la violence contre Lula da Silva » ; il annonce : « Les déclarations de Piquet ne se limitent pas à de simples expressions d'opinion mais constituent une forme concrète d'incitation dirigée contre la population. C'est une personne qui a une notoriété publique et il devrait donc savoir que ses déclarations peuvent potentiellement toucher des milliers de personnes,. »

## Pneus disponibles
| Pneus pour piste sèche | Pneus pour piste sèche | Pneus pour piste sèche | Pneus pluie    | Pneus pluie |
| ---------------------- | ---------------------- | ---------------------- | -------------- | ----------- |
| Durs (Type C2)         | Medium (Type C3)       | Tendres (Type C4)      | Intermédiaires | Pluie       |

## Essais libres et qualifications

### Première séance d'essais libres, le vendredi
| Pos. | Pilote           | Voiture  | Chrono         | Écart     |
| ---- | ---------------- | -------- | -------------- | --------- |
| 1    | Sergio Pérez     | Red Bull | 1 min 11 s 853 |           |
| 2    | Charles Leclerc  | Ferrari  | 1 min 11 s 857 | + 0 s 004 |
| 3    | Max Verstappen   | Red Bull | 1 min 11 s 861 | + 0 s 008 |
| 4    | Carlos Sainz Jr. | Ferrari  | 1 min 12 s 039 | + 0 s 186 |
| 5    | Lewis Hamilton   | Mercedes | 1 min 12 s 040 | + 0 s 187 |
| 6    | George Russell   | Mercedes | 1 min 12 s 055 | + 0 s 202 |

### Séance de qualifications, le vendredi
| Pos.                                                                                      | Pilote           | Écurie                | Qualifications 1 | Qualifications 2 | Qualifications 3 |
| ----------------------------------------------------------------------------------------- | ---------------- | --------------------- | ---------------- | ---------------- | ---------------- |
| 1                                                                                         | Kevin Magnussen  | Haas-Ferrari          | 1 min 13 s 954   | 1 min 11 s 410   | 1 min 11 s 674   |
| 2                                                                                         | Max Verstappen   | Red Bull              | 1 min 13 s 625   | 1 min 10 s 881   | 1 min 11 s 877   |
| 3                                                                                         | George Russell   | Mercedes              | 1 min 14 s 427   | 1 min 11 s 318   | 1 min 12 s 059   |
| 4                                                                                         | Lando Norris     | McLaren-Mercedes      | 1 min 13 s 106   | 1 min 11 s 377   | 1 min 12 s 263   |
| 5                                                                                         | Carlos Sainz Jr. | Ferrari               | 1 min 14 s 680   | 1 min 10 s 890   | 1 min 12 s 357   |
| 6                                                                                         | Esteban Ocon     | Alpine-Renault        | 1 min 14 s 663   | 1 min 11 s 587   | 1 min 12 s 425   |
| 7                                                                                         | Fernando Alonso  | Alpine-Renault        | 1 min 13 s 542   | 1 min 11 s 394   | 1 min 12 s 504   |
| 8                                                                                         | Lewis Hamilton   | Mercedes              | 1 min 13 s 403   | 1 min 11 s 539   | 1 min 12 s 611   |
| 9                                                                                         | Sergio Pérez     | Red Bull              | 1 min 13 s 613   | 1 min 11 s 456   | 1 min 15 s 601   |
| 10                                                                                        | Charles Leclerc  | Ferrari               | 1 min 14 s 486   | 1 min 10 s 950   | Pas de temps     |
| 11                                                                                        | Alexander Albon  | Williams-Mercedes     | 1 min 14 s 324   | 1 min 11 s 631   |                  |
| 12                                                                                        | Pierre Gasly     | AlphaTauri-Red Bull   | 1 min 14 s 371   | 1 min 11 s 675   |                  |
| 13                                                                                        | Sebastian Vettel | Aston Martin-Mercedes | 1 min 13 s 597   | 1 min 11 s 678   |                  |
| 14                                                                                        | Daniel Ricciardo | McLaren-Mercedes      | 1 min 14 s 931   | 1 min 12 s 140   |                  |
| 15                                                                                        | Lance Stroll     | Aston Martin-Mercedes | 1 min 14 s 398   | 1 min 12 s 210   |                  |
| 16                                                                                        | Nicholas Latifi  | Williams-Mercedes     | 1 min 15 s 095   |                  |                  |
| 17                                                                                        | Zhou Guanyu      | Alfa Romeo-Ferrari    | 1 min 15 s 197   |                  |                  |
| 18                                                                                        | Valtteri Bottas  | Alfa Romeo-Ferrari    | 1 min 15 s 486   |                  |                  |
| 19                                                                                        | Yuki Tsunoda     | AlphaTauri-Red Bull   | 1 min 16 s 264   |                  |                  |
| 20                                                                                        | Mick Schumacher  | Haas-Ferrari          | 1 min 16 s 361   |                  |                  |
| Temps minimal à réaliser pour la qualification : 1 min 18 s 223 (107 % de 1 min 13 s 106) |                  |                       |                  |                  |                  |

### Deuxième séance d'essais libres, le samedi
| Pos. | Pilote          | Voiture        | Chrono         | Écart     |
| ---- | --------------- | -------------- | -------------- | --------- |
| 1    | Esteban Ocon    | Alpine-Renault | 1 min 14 s 604 |           |
| 2    | Sergio Pérez    | Red Bull       | 1 min 14 s 788 | + 0 s 184 |
| 3    | George Russell  | Mercedes       | 1 min 14 s 916 | + 0 s 312 |
| 4    | Fernando Alonso | Alpine-Renault | 1 min 15 s 049 | + 0 s 445 |
| 5    | Max Verstappen  | Red Bull       | 1 min 15 s 098 | + 0 s 494 |
| 6    | Lewis Hamilton  | Mercedes       | 1 min 15 s 137 | + 0 s 533 |

- Logan Sargeant (troisième du championnat de Formule 2 en 2022), pilote novice testé par Williams, remplace Alexander Albon au volant de la Williams FW44 ; L'Américain enchaîne les séances d'essais libres afin de se former en vue de sa titularisation prochaine, mais surtout pour obtenir suffisamment de points de Super Licence afin de pouvoir prétendre à l'accès à la discipline[14],[15].

## Sprint

### Résultats du Sprint, le samedi
| Pos. | Pilote | Voiture          | Tours                 | Temps/Abandon                      | Grille | Points |
| ---- | ------ | ---------------- | --------------------- | ---------------------------------- | ------ | ------ |
| 1    | 63     | George Russell   | Mercedes              | 30 min 11 s 307 (205,422 km/h)     | 3      | 8      |
| 2    | 55     | Carlos Sainz Jr. | Ferrari               | + 3 s 995                          | 5      | 7      |
| 3    | 44     | Lewis Hamilton   | Mercedes              | + 4 s 492                          | 8      | 6      |
| 4    | 1      | Max Verstappen   | Red Bull              | + 10 s 494                         | 2      | 5      |
| 5    | 11     | Sergio Pérez     | Red Bull              | + 11 s 855                         | 9      | 4      |
| 6    | 16     | Charles Leclerc  | Ferrari               | + 13 s 133                         | 10     | 3      |
| 7    | 4      | Lando Norris     | McLaren-Mercedes      | + 25 s 624                         | 4      | 2      |
| 8    | 20     | Kevin Magnussen  | Haas-Ferrari          | + 28 s 768                         | 1      | 1      |
| 9    | 5      | Sebastian Vettel | Aston Martin-Mercedes | + 30 s 218                         | 13     |        |
| 10   | 10     | Pierre Gasly     | AlphaTauri-Red Bull   | + 34 s 170                         | 12     |        |
| 11   | 3      | Daniel Ricciardo | McLaren-Mercedes      | + 39 s 195                         | 14     |        |
| 12   | 47     | Mick Schumacher  | Haas-Ferrari          | + 41 s 159                         | 20     |        |
| 13   | 24     | Zhou Guanyu      | Alfa Romeo-Ferrari    | + 41 s 763                         | 17     |        |
| 14   | 77     | Valtteri Bottas  | Alfa Romeo-Ferrari    | + 42 s 338                         | 18     |        |
| 15   | 22     | Yuki Tsunoda     | AlphaTauri-Red Bull   | + 50 s 306                         | 19     |        |
| 16   | 18     | Lance Stroll     | Aston Martin-Mercedes | + 50 s 700 (dont 10 s de pénalité) | 15     |        |
| 17   | 31     | Esteban Ocon     | Alpine-Renault        | + 51 s 756                         | 6      |        |
| 18   | 14     | Fernando Alonso  | Alpine-Renault        | + 53 s 985 (dont 5 s de pénalité)  | 7      |        |
| 19   | 6      | Nicholas Latifi  | Williams-Mercedes     | + 1 min 16 s 850                   | 16     |        |
| 20   | 23     | Alexander Albon  | Williams-Mercedes     | Fond plat                          | 11     |        |

### Grille de départ
- Carlos Sainz Jr., auteur du cinquième temps des qualifications et deuxième de la course sprint, est pénalisé d'un recul de cinq places sur la grille pour l'utilisation d'un sixième groupe motopropulseur ; il s'élance septième[17] ;
- Lance Stroll, auteur du quinzième temps des qualifications et douzième sous le drapeau à damier de la course sprint, est pénalisé de dix secondes  pour conduite dangereuse. En effet, le Québécois a obligé son coéquipier Sebastian Vettel à rouler dans l'herbe à haute vitesse ; il s'élance seizième[18] ;
- Fernando Alonso, auteur du septième temps des qualifications et quinzième sous le drapeau à damier de la course sprint, est pénalisé de cinq secondes à la suite de son accrochage avec son coéquipier Esteban Ocon, à haute vitesse, dans la ligne droite des stands au moment où il tentait de le dépasser ; il s'élance dix-huitième[19],[20] ;
- Yuki Tsunoda, auteur du dix-neuvième temps des qualifications et quinzième de la course sprint, s'élance depuis la voie des stands à la suite du changement des ailerons avant et arrière pour des éléments de spécifications différentes, sous régime du parc fermé[21].

## Course

### Classement de la course
| Pos. | no | Pilote           | Écurie                | Tours | Temps/Abandon                      | Grille  | Points |
| ---- | -- | ---------------- | --------------------- | ----- | ---------------------------------- | ------- | ------ |
| 1    | 63 | George Russell   | Mercedes              | 71    | 1 h 38 min 34 s 044 (186,195 km/h) | 1       | 25 + 1 |
| 2    | 44 | Lewis Hamilton   | Mercedes              | 71    | + 1 s 529                          | 2       | 18     |
| 3    | 55 | Carlos Sainz Jr. | Ferrari               | 71    | + 4 s 051                          | 7       | 15     |
| 4    | 16 | Charles Leclerc  | Ferrari               | 71    | + 8 s 441                          | 5       | 12     |
| 5    | 14 | Fernando Alonso  | Alpine-Renault        | 71    | + 9 s 561                          | 17      | 10     |
| 6    | 1  | Max Verstappen   | Red Bull              | 71    | + 10 s 056                         | 3       | 8      |
| 7    | 11 | Sergio Pérez     | Red Bull              | 71    | + 14 s 080                         | 4       | 6      |
| 8    | 31 | Esteban Ocon     | Alpine-Renault        | 71    | + 18 s 690                         | 16      | 4      |
| 9    | 77 | Valtteri Bottas  | Alfa Romeo-Ferrari    | 71    | + 22 s 552                         | 14      | 2      |
| 10   | 18 | Lance Stroll     | Aston Martin-Mercedes | 71    | + 23 s 552                         | 15      | 1      |
| 11   | 5  | Sebastian Vettel | Aston Martin-Mercedes | 71    | + 26 s 183                         | 9       |        |
| 12   | 24 | Zhou Guanyu      | Alfa Romeo-Ferrari    | 71    | + 29 s 325                         | 13      |        |
| 13   | 47 | Mick Schumacher  | Haas-Ferrari          | 71    | + 29 s 899                         | 12      |        |
| 14   | 10 | Pierre Gasly     | AlphaTauri-Red Bull   | 71    | + 31 s 867                         | 10      |        |
| 15   | 23 | Alexander Albon  | Williams-Mercedes     | 71    | + 36 s 016                         | 19      |        |
| 16   | 6  | Nicholas Latifi  | Williams-Mercedes     | 71    | + 37 s 038                         | 18      |        |
| 17   | 22 | Yuki Tsunoda     | AlphaTauri-Red Bull   | 70    | + 1 tour                           | pitlane |        |
| Abd. | 4  | Lando Norris     | McLaren-Mercedes      | 50    | Boîte de vitesses                  | 6       |        |
| Abd. | 3  | Daniel Ricciardo | McLaren-Mercedes      | 0     | Accrochage                         | 11      |        |
| Abd. | 20 | Kevin Magnussen  | Haas-Ferrari          | 0     | Accrochage                         | 8       |        |

### Pole position et record du tour
- Pole position :  Kevin Magnussen (Haas-Ferrari) en 1 min 11 s 674 (216,430 km/h)[23].
- Vainqueur du Sprint :  George Russell (Mercedes) en 30 min 11 s 307 (205,422 km/h)[24].
- Meilleur tour en course :  George Russell (Mercedes) en 1 min 13 s 785  (210,237 km/h) au soixante-et-unième tour ;  vainqueur de la course, il remporte le point bonus associé au meilleur tour en course[25].

### Tours en tête
- George Russell (Mercedes) : 66 tours (1-24 / 30-71)[26]
- Lewis Hamilton (Mercedes) : 5 tours (25-29)

## Classements généraux à l'issue de la course
| Pos.     | Pilote           | Écurie                | Points |
| -------- | ---------------- | --------------------- | ------ |
| Champion | Max Verstappen   | Red Bull              | 429    |
| 2        | Charles Leclerc  | Ferrari               | 290    |
| 3        | Sergio Pérez     | Red Bull              | 290    |
| 4        | George Russell   | Mercedes              | 265    |
| 5        | Lewis Hamilton   | Mercedes              | 240    |
| 6        | Carlos Sainz Jr. | Ferrari               | 234    |
| 7        | Lando Norris     | McLaren-Mercedes      | 113    |
| 8        | Esteban Ocon     | Alpine-Renault        | 86     |
| 9        | Fernando Alonso  | Alpine-Renault        | 81     |
| 10       | Valtteri Bottas  | Alfa Romeo-Ferrari    | 49     |
| 11       | Sebastian Vettel | Aston Martin-Mercedes | 36     |
| 12       | Daniel Ricciardo | McLaren-Mercedes      | 35     |
| 13       | Kevin Magnussen  | Haas-Ferrari          | 25     |
| 14       | Pierre Gasly     | AlphaTauri-Red Bull   | 23     |
| 15       | Lance Stroll     | Aston Martin-Mercedes | 14     |
| 16       | Mick Schumacher  | Haas-Ferrari          | 12     |
| 17       | Yuki Tsunoda     | AlphaTauri-Red Bull   | 12     |
| 18       | Zhou Guanyu      | Alfa Romeo-Ferrari    | 6      |
| 19       | Alexander Albon  | Williams-Mercedes     | 4      |
| 20       | Nyck de Vries    | Williams-Mercedes     | 2      |
| 21       | Nicholas Latifi  | Williams-Mercedes     | 2      |

| Pos.     | Écurie                | Points |
| -------- | --------------------- | ------ |
| Champion | Red Bull              | 719    |
| 2        | Ferrari               | 524    |
| 3        | Mercedes              | 505    |
| 4        | Alpine-Renault        | 167    |
| 5        | McLaren-Mercedes      | 148    |
| 6        | Alfa Romeo-Ferrari    | 55     |
| 7        | Aston Martin-Mercedes | 50     |
| 8        | Haas-Ferrari          | 37     |
| 9        | AlphaTauri-Red Bull   | 35     |
| 10       | Williams-Mercedes     | 8      |

## Statistiques

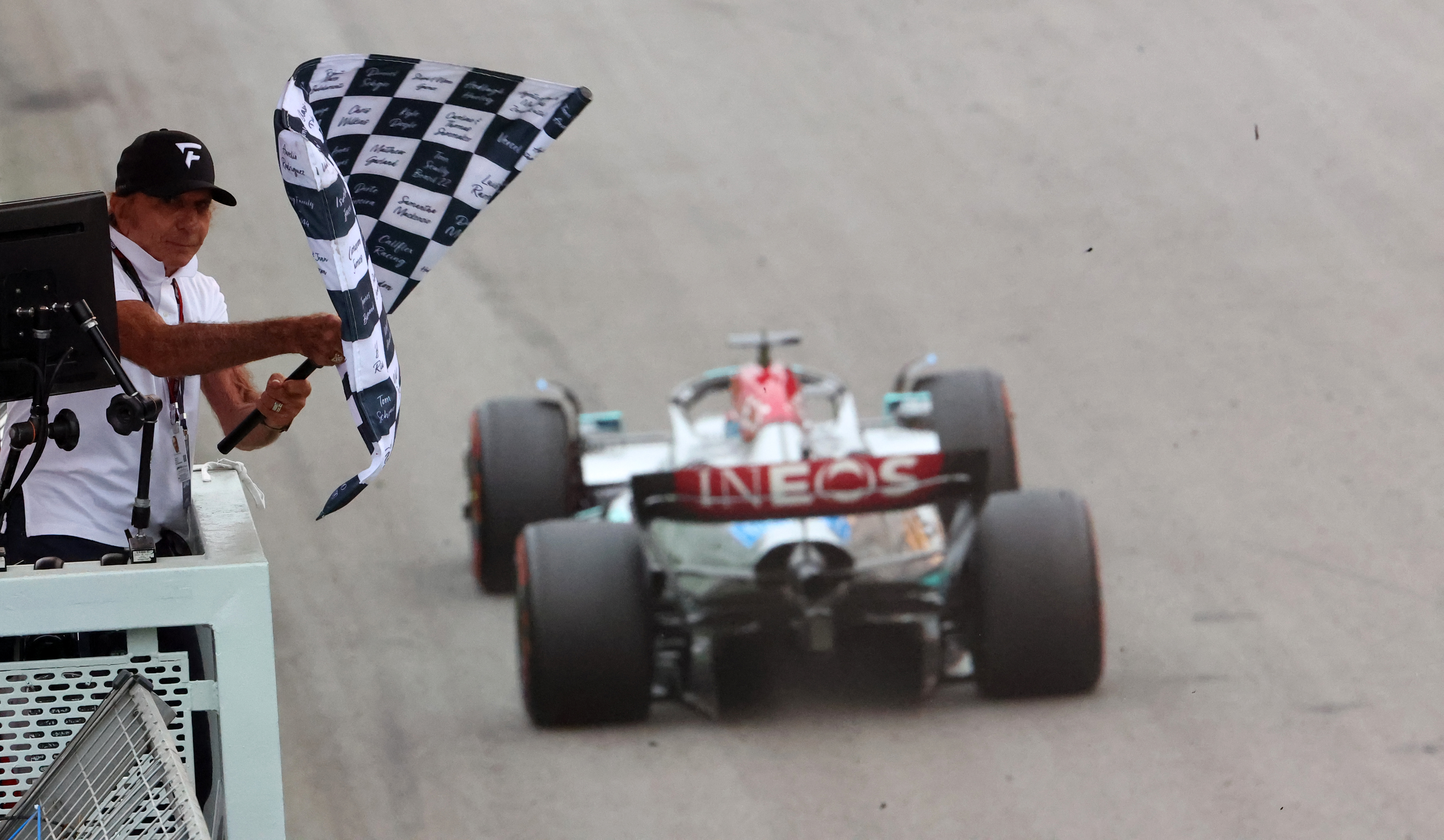
Emerson Fittipaldi agite le drapeau à damier à George Russell, vainqueur en Formule 1.

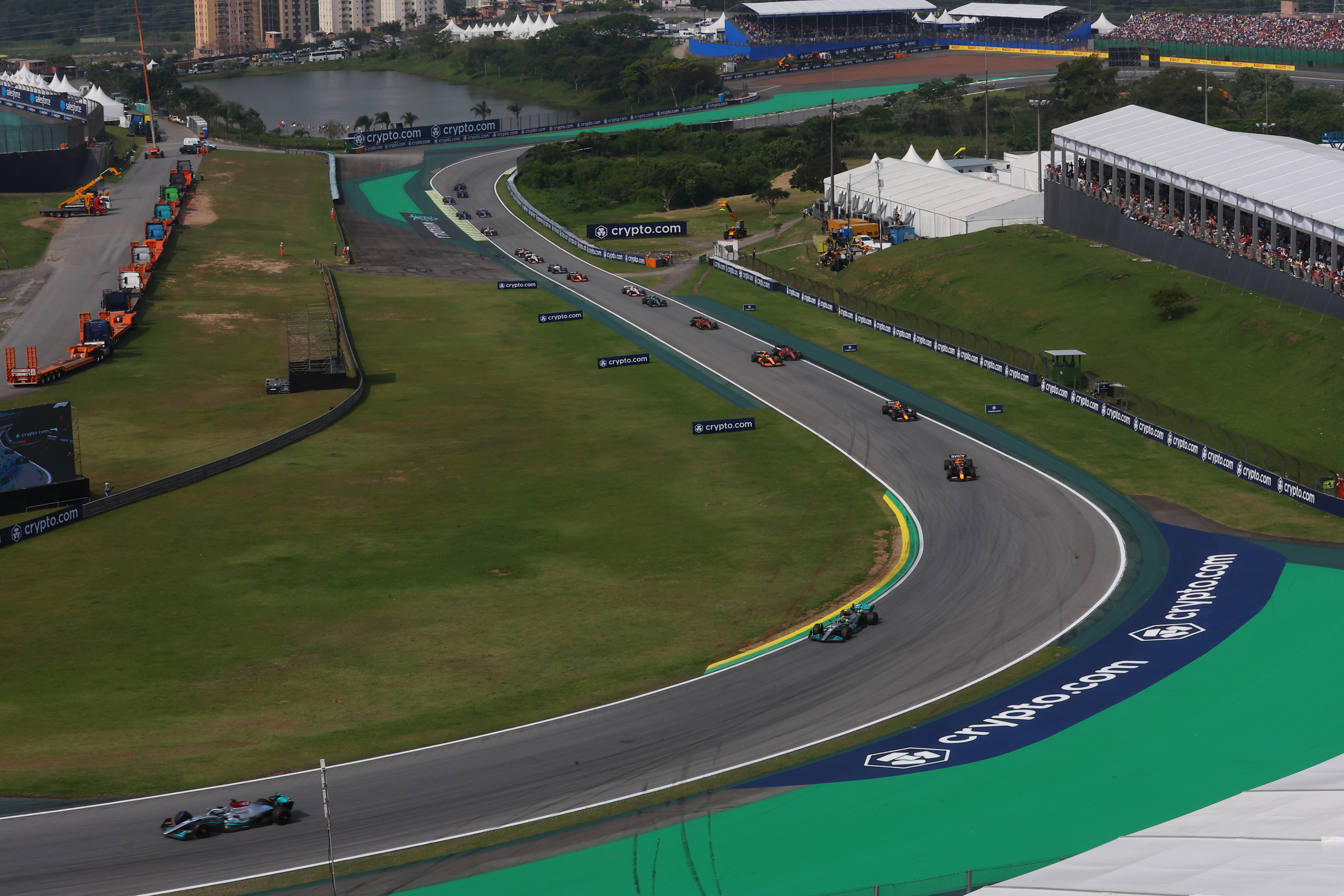
Les pilotes lors du premier tour.

Le Grand Prix du Brésil 2022 représente :
- la 1re pole position de Kevin Magnussen pour son 140e départ en Grand Prix[28] ; il est le premier Danois à l'obtenir[29] ;
- la 1re pole position pour l'écurie Haas F1 Team pour son 143e Grand Prix[30] ;
- la 1re victoire de George Russell pour son 81e Grand Prix[31] ;
- la 125e victoire de Mercedes en tant que constructeur, sa première de la saison[32] ;
- la 212e victoire de Mercedes en tant que motoriste[33] ;
- le 59e doublé de Mercedes, le premier depuis le Grand Prix d'Émilie-Romagne en 2020[34].

Au cours de ce Grand Prix :
- Kevin Magnussen devient le 106e poleman de l'histoire de la Formule 1[35] ;
- George Russell devient le 113e pilote victorieux de l'histoire de la Formule 1 et le vingtième britannique[36] ;
- Lewis Hamilton passe la barre des 4 400 points inscrits en Formule 1 (4 405,5 points)[37] ;
- Lewis Hamilton est élu « Pilote du jour » à l'issue d'un vote organisé sur le site officiel de la Formule 1[38] ;
- pour la 11e année consécutive, Mercedes remporte au moins un Grand Prix dans la saison, rejoignant Team Lotus au troisième rang de la hiérarchie, derrière Ferrari (20 ans) et McLaren (13 ans)[39] ;
- Derek Warwick (146 départs en Grands Prix entre 1981 et 1993, quatre podiums, 71 points inscrits) est nommé conseiller par la FIA pour aider dans leurs jugements le groupe des commissaires de course[40]